# Josh Okogie
Joshua "Josh" Aloiye Okogie (Lagos, 1 de setembro de 1998) é um jogador nigeriano de basquete profissional que atualmente joga pelo Houston Rockets da National Basketball Association (NBA).
Ele jogou basquete universitário por Georgia Tech e foi selecionado pelos Timberwolves como a 20º escolha geral no draft da NBA de 2018. Ele também representa a Seleção Nigeriana.

## Primeiros anos
Okogie emigrou com sua família para os Estados Unidos quando ele tinha três anos. A família se estabeleceu em Snellville, Geórgia, onde Okogie começou a jogar basquete na Shiloh High School.

## Carreira universitária

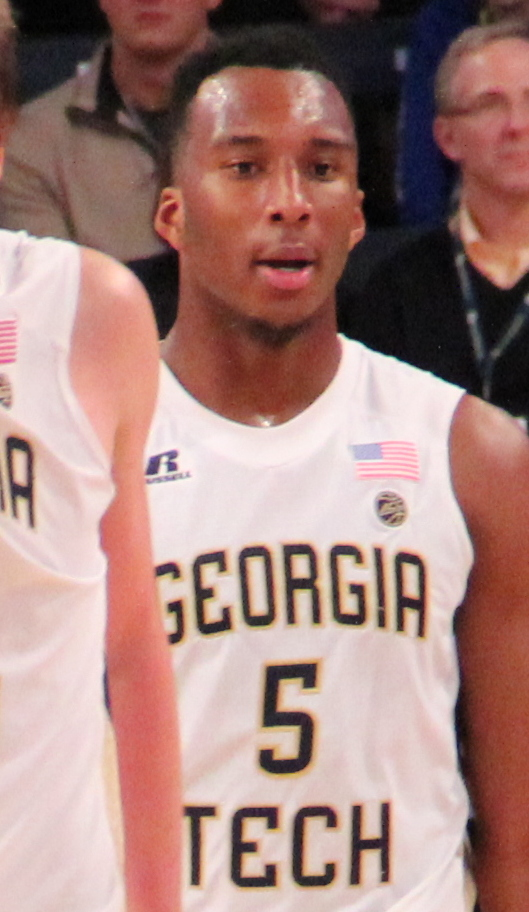
Okogie em 2016

Como calouro em Georgia Tech, Okogie teve médias de 16,1 pontos e 5,4 rebotes e foi nomeado para a Equipe de Calouros da ACC. Em seu segundo ano, Okogie liderou a universidade em pontuação com média de 18,2 pontos. Após a temporada, ele se declarou para o draft da NBA de 2018, mas não contratou um agente, deixando em aberto a possibilidade de retornar à universidade . No entanto, ele confirmou suas intenções ao entrar no draft da NBA em 21 de maio.

## Carreira profissional

### Minnesota Timberwolves (2018–Presente)
Em 21 de junho de 2018, o Minnesota Timberwolves selecionou Okogie como a 20ª escolha geral no draft da NBA de 2018. Em 2 de julho de 2018, ele assinou um contrato de 4 anos e US$11.4 milhões com o Timberwolves.
Depois que Jimmy Butler foi negociado no início de novembro, Okogie entrou no time titular e teve média de quase 22 minutos na temporada.
Em 29 de janeiro de 2019, ele foi nomeado membro da Equipe Mundial do Rising Stars Challenge de 2019.

## Carreira na seleção
Okogie joga pela Seleção Nigeriana e participou da Copa do Mundo de 2019.

## Estatísticas da carreira

### NBA

#### Temporada regular
| Ano      | Equipe    | PJ  | PT  | MPJ  | AP   | 3P   | LL   | RT  | AS  | BR  | TO | PPJ |
| -------- | --------- | --- | --- | ---- | ---- | ---- | ---- | --- | --- | --- | -- | --- |
| 2018–19  | Minnesota | 74  | 52  | 23.7 | .386 | .279 | .728 | 2.9 | 1.2 | 1.2 | .4 | 7.7 |
| 2019–20  | Minnesota | 62  | 28  | 25.0 | .427 | .266 | .796 | 4.3 | 1.6 | 1.1 | .4 | 8.6 |
| 2020–21  | Minnesota | 59  | 37  | 20.3 | .402 | .269 | .769 | 2.6 | 1.1 | .9  | .5 | 5.4 |
| 2021–22  | Minnesota | 49  | 6   | 10.5 | .404 | .298 | .686 | 1.4 | .5  | .5  | .2 | 2.7 |
| Carreira | Carreira  | 244 | 123 | 19.8 | .404 | .278 | .744 | 2.8 | 1.1 | .9  | .3 | 6.1 |

#### Playoffs
| Ano  | Equipe    | PJ | PT | MPJ | AP | 3P | LL | RT | AS | BR | TO | PPJ |
| ---- | --------- | -- | -- | --- | -- | -- | -- | -- | -- | -- | -- | --- |
| 2022 | Minnesota | 1  | 0  | 2.0 | —  | —  | —  | .0 | .0 | .0 | .0 | .0  |

### Universitário
| Ano      | Equipe       | PJ | PT | MPJ  | AP   | 3P   | LL   | RT  | AS  | BR  | TO  | PPJ  |
| -------- | ------------ | -- | -- | ---- | ---- | ---- | ---- | --- | --- | --- | --- | ---- |
| 2016–17  | Georgia Tech | 37 | 37 | 30.8 | .453 | .384 | .747 | 5.4 | 1.6 | 1.3 | .7  | 16.1 |
| 2017–18  | Georgia Tech | 24 | 24 | 36.4 | .416 | .380 | .821 | 6.3 | 2.5 | 1.8 | 1.0 | 18.2 |
| Carreira | Carreira     | 61 | 61 | 33.6 | .434 | .382 | .784 | 5.8 | 2.0 | 1.5 | .8  | 17.1 |

Fonte: